# Karaağaç, Kızılcahamam
Karaağaç là một xã thuộc huyện Kızılcahamam, tỉnh Ankara, Thổ Nhĩ Kỳ. Dân số thời điểm năm 2011 là 35 người.